# Nationalpark Itatiaia
Der Nationalpark Itatiaia (portugiesisch Parque Nacional do Itatiaia) wurde am 14. Juni 1937 geschaffen und ist damit der erste Nationalpark Brasiliens. Heute hat umfasst er eine Fläche von 300 km². Er liegt in der Serra da Mantiqueira in den Bundesstaaten Minas Gerais (auf dem Gebiet der Orte Itamonte, Alagoa und Bocaina de Minas) und Rio de Janeiro (Itatiaia und Resende). Der Park ist etwa gleich weit entfernt von São Paulo und Rio de Janeiro, zwischen den Koordinaten 22° 16′ 0″ S, 44° 34′ 0″ W und 22° 28′ 0″ S, 44° 42′ 0″ W.
Den unteren, südöstlichen Teil des Parks mit Wasserfällen und kleinen Wanderwegen erreicht man leicht von der Via Dutra bei Itatiaia, die Region der Gipfel schwieriger von Westen von der Bundesstaatsgrenze. 
Der Park liegt im subtropischen Bereich, bedingt durch die Höhe gibt es in Brasilien Unübliches wie Eis und in manchen Jahren Schneefall. Die Trockenzeit ist der südliche Winter von Juni bis August.
Die höchsten Gipfel sind der Pico das Agulhas Negras (2787 m), Prateleiras (2548 m) und Couto. Es gibt einige endemische Pflanzen. Unter 1100 Metern wächst (meist sekundärer) Küstenurwald der Mata Atlântica, darüber meist Primärwald.